# Dawn of the Brave
Dawn of the Brave è il quinto album del gruppo musicale heavy metal a cappella tedesco Van Canto, pubblicato il 7 febbraio 2014 da Napalm Records. Esso contiene 13 tracce, quattro delle quali sono cover. Nello stesso anno è stata pubblicata la Limited Edition dell'album contenente, oltre alle 13 tracce, anche un secondo CD con 6 tracce dei precedenti album in versione orchestrale o remixata e un DVD del Live at Wacken: Open: Air 2011.

## Tracce

### CD
1. Dawn of the Brave - 1:17
2. Fight For Your Life - 3:58
3. To the Mountains - 4:06
4. Badaboom - 3:33
5. The Final Countdown - 4:58 (cover degli Europe)
6. Steel Breaker - 3:42
7. The Awakening - 4:15
8. The Other Ones - 4:20
9. Holding Out For a Hero - 3:52 (cover di Bonnie Tyler)
10. Unholy - 3:30
11. My Utopia - 5:16
12. Into the West - 4:29 (cover di Annie Lennox, tratto dalla colonna sonora del film Il Signore degli Anelli - Il ritorno del re)
13. Paranoid - 3:06 (cover dei Black Sabbath)

## Formazione
- Dennis Schunke (Sly) – voce principale
- Inga Scharf – voce principale
- Stefan Schmidt – rakkatakka basso
- Ross Thompson – rakkatakka alto
- Ingo Sterzinger (Ike) – dandan basso
- Bastian Emig – batteria